# والدو دیاز-بالارت
والدو دیاز-بالارت و گوتیرز (اسپانیایی: Waldo Díaz-Balart y Gutiérrez‎؛ زادهٔ ۱۰ فوریهٔ ۱۹۳۱) نقاش و مجسمه‌ساز اهل کوبا است. وی در مادرید اسپانیا زندگی می‌کند.